# 南海血書
《南海血書》，是一則中華民國在中國國民黨威權時代下的虛構故事。起初於1978年12月19日《中央日報》副刊發表。作者朱桂最初偽稱作品是「越南難民阮天仇」的「絕筆信」，自己則是翻譯者。直到2003年才坦承是虛構故事。這篇故事成為臺灣中小學的教材，政府機關也大量印送。但後來證實是中華民國政府的反共之灰色宣傳，為當時國民黨情報主管王昇上將為配合蔣經國政府的威權統治所策劃的虛構故事。

## 內容提要
《南海血書》於1978年12月19日在《中央日報》副刊裏刊登，根據《中央日報》表示是該文是「譯者」朱桂的內弟在出海捕魚時，在南中國海的一個荒島上所「發現」，是一個名叫「阮天仇」的越南難民的絕筆。譯者朱桂為基隆崇右企專的教師。書中表示，南越被北越所併吞與越戰的失敗，是「偉大盟邦」（美國）與「民主鬥士」（南越的異議份子）的過錯。
文中提到家人是如何死於越共的殘酷手法：大哥死在越戰的炮火中，姪兒在一場暴動中被流彈擊中，九十三歲的老祖母與七歲的姪女被越共政府「照顧」到餓死，絕口不提政治的父親，卻在鬥爭大會上被一棒一棒地打死，三哥（有版本作二哥）在集中營裡因為飢餓，忍不住吃了一個番薯，結果被槍斃，大嫂無故被關，病死在監獄中，母親在逃亡時被共產黨幹部推下海淹死，妻子被海盜射殺，一家人只剩下阮天仇與兒子文星。船在怒濤上飄流，難民們漂到一個珊瑚礁島上，但兒子文星在第十三天痛苦地死去，其遺體也被難民分食。吃了文星的難民後來陸續餓死，只剩阮天仇在島上等死，最後阮捱了四十幾天才死亡。

## 影響
《南海血書》發表時正逢臺美斷交，故事內容則強烈暗示越戰命運可能會降臨台灣，挑起台灣人的敏感神經；《南海血書》不但成為當時國中小學生的必讀書籍，公務機關也大量發放，甚至銷售達二十萬冊，最後還拍成電影。其中一句話：「今日不為自由鬥士，明天將為海上難民！」更傳誦一時。1979年，時任教育廳專門委員鄭騰輝，就把《南海血書》描述為「證明」共產黨弊害的證據。
然而《南海血書》內容有大量矛盾與失實之處，使其廣受質疑。當時的黨外就已經普遍認為此書出自國民黨政戰系統。林濁水於《八十年代》撰寫《拙劣的越南預言——剖析「南海血書」的真相》，除諷刺挨餓四十餘日，後仍能以鮮血撰寫文章阮天仇為「神人」外，並指出這「神人」不可能用螺尖沾血於襯衫上寫字。林濁水藉此主張故事是「以南越淪亡的例子打擊黨外人士」； 臺灣省議會議員何春木也在總質詢時指責作品誇大渲染、荒誕離譜。在作品飽受質疑後，政府將該故事從教科書中全面刪去、也不再發行。
2003年，朱桂坦承《南海血書》是他本人創作的虛構故事。後世學者與評論家則指出，故事目的在鼓動臺灣人反共情緒。政府則藉故事影射「民主鬥士」，試圖削弱與打壓黨外運動的政治主張，以強化中國國民黨的威權統治、同時攻擊與臺灣斷交的美國。

## 電影
- 《南海島血書》（導演：蔡谷、周明宏／出品公司：台灣義興影業社[14]）
- 《南海血淚》，取材自「清風號」船民經歷的電影[15]

### 脚注
1. ↑  朱桂 1979.
2. ↑  邱家宜 2019，第24頁.
3. 1 2  龔尤倩 2013，第226頁.
4. ↑  賴慈芸 2017，第115頁.
5. 1 2  財團法人施明德文化基金會 2014，第110頁.
6. ↑  鄭騰輝 1979，第19頁.
7. ↑  林濁水 1979.
8. ↑  賴慈芸 2017，第116頁.
9. ↑  潘榮禮 2021.
10. ↑  邱家宜 2019，第6-7頁.
11. ↑  邱家宜 2019，第2頁.
12. 1 2  管仁健 2006.
13. ↑  邱家宜 2019，第18頁.
14. ↑  南海島血書 （页面存档备份，存于），〈臺灣電影網〉
15. ↑  . 台灣電影網.